# جيمس كيمب
جيمس كيمب (بالإنجليزية: James Kemp)‏ هو قسيس أمريكي، ولد في 20 مايو 1764، وتوفي في 28 أكتوبر 1827.